# Laskowiec Stary (gromada)
Laskowiec Stary (pod koniec Stary Laskowiec) – dawna gromada, czyli najmniejsza jednostka podziału terytorialnego Polskiej Rzeczypospolitej Ludowej w latach 1954–1972.
Gromady, z gromadzkimi radami narodowymi (GRN) jako organami władzy najniższego stopnia na wsi, funkcjonowały od reformy reorganizującej administrację wiejską przeprowadzonej jesienią 1954 do momentu ich zniesienia z dniem 1 stycznia 1973, tym samym wypierając organizację gminną w latach 1954–1972.
Gromadę Laskowiec Stary z siedzibą GRN w Laskowcu Starym utworzono – jako jedną z 8759 gromad – w powiecie łomżyńskim w woj. białostockim, na mocy uchwały nr 18/V WRN w Białymstoku z dnia 4 października 1954. W skład jednostki weszły obszary dotychczasowych gromad Laskowiec Stary, Wdziękoń I, Wdziękoń II, Wola Zambrowska, Laskowiec Nowy, Rykacze, Wola Zambrzyce i Łosie ze zniesionej gminy Długobórz w tymże powiecie. Dla gromady ustalono 16 członków gromadzkiej rady narodowej.
13 listopada 1954 roku gromada weszła w skład nowo utworzonego powiatu zambrowskiego.
31 grudnia 1959 do gromady Laskowiec Stary przyłączono wieś Wierzbowo i kolonię Wierzbowo ze zniesionej gromady Szczodruchy.
Gromada przetrwała do końca 1972 roku, czyli do kolejnej reformy gminnej.